# Рыцарь Семи Королевств (сериал)
«Рыцарь Семи Королевств» (англ. A Knight of the Seven Kingdoms) — будущий сериал в жанре фэнтези, экранизация цикл повестей Джорджа Мартина «Рыцаря Семи Королевств» (буквальный перевод оригинального названия — «Повести о Дунке и Эгге»). Работа над ним началась в 2021 году, в апреле 2023 года сериал был официально заказан Warner Bros. Discovery. Премьера запланирована на конец 2025 года. Главные роли играют Питер Клэффи и Декстер Сол Анселл.

## Сюжет
Литературной основой сериала стал сборник повестей «Рыцарь Семи Королевств» (буквальный перевод оригинального названия — «Повести о Дунке и Эгге») американского писателя Джорджа Мартина. К 2024 году написаны три повести — «Межевой рыцарь», «Присяжный рыцарь» и «Таинственный рыцарь». Их действие происходит на вымышленном континенте Вестерос, живущем в условиях позднего феодализма. Главные герои — рыцарь Дункан Высокий и его оруженосец Эгг, будущий король Эйегон V Таргариен. Из официального синопсиса следует, что «этих невероятных и несравненных друзей» ждут «великая судьба, могущественные враги и опасные подвиги».
Первый сезон будет основан на первой повести, «Межевой рыцарь». В ней Дункан хоронит своего господина, надевает рыцарские доспехи и отправляется на турнир, а в пути встречает мальчика по имени Эгг, который становится его оруженосцем. Позже Дункан узнаёт, что Эгг — принц из династии Таргариенов. Он оказывается в центре конфликта, который можно разрешить только поединком с участием самых знаменитых рыцарей Вестероса, включая наследника престола. Последний, вставший на сторону Дункана, погибает, и это оказывает большое влияние на судьбу Семи Королевств.

## В ролях
- Питер Клэффи — сир Дункан Высокий, межевой рыцарь
- Декстер Сол Анселл — Эгг, принц из династии Таргариенов, скрывающий своё происхождение, сын Мейкара
- Берти Карвел — принц Бейлор Таргариен, десница короля и наследник Железного трона
- Сэм Спруэлл — принц Мейкар Таргариен, младший брат Бейлора, отец Эгга, Дейрона и Эйриона
- Финн Беннетт — принц Эйрион Таргариен, сын Мейкара, брат Эгга и Дейрона
- Генри Эштон — принц Дейрон Таргариен по прозвищу «Пьяница», сын Мейкара, брата Эйриона и Эгга
- Эдвард Эшли — сир Стеффон Фоссовей, рыцарь, участвующий в Эшфордском турнире
- Шон Томас — Раймун Фоссовей, кузен сира Стеффона и его оруженосец
- Дэниел Ингс — сир Лионель Баратеон, рыцарь, известный под прозвищем «Смеющийся вихрь»
- Юссеф Керкур — Железный Пэйт, оружейник с ярмарки
- Дэниэл Монкс — сир Манфред Дондаррион, рыцарь, участвующий в Эшфордском турнире
- Том Вон-Лолор — Пламмер, управитель турнира
- Дэниэл Уэбб — сир Арлан из Пеннитри, межевой рыцарь и наставник сира Дункана
- Танзин Кроуфорд — Тансель Длинная, кукольница с ярмарки

## Производство
Впервые о гипотетической телеэкранизации «Повестей о Дунке и Эгге» заговорили ещё в 2010-х годах, на фоне грандиозного успеха «Игры престолов». Однако тогда Мартин считал, что снимать такой сериал рано: он хотел сначала написать продолжение цикла, чтобы приблизиться к одному из самых загадочных событий в истории Вестероса — пожару в Летнем замке.
Тем не менее в январе 2021 года, до появления новых повестей о Дунке и Эгге, стало известно о начале работы над сериалом, причём речь изначально шла о часовых сериях. В декабре 2021 года стало известно, что сценаристом проекта стал Стивен Конрад. В апреле 2023 года компания Warner Bros. Discovery официально заказала первый сезон шоу под рабочим названием «Рыцарь Семи Королевств: Межевой рыцарь». Джордж Мартин стал сценаристом и исполнительным продюсером, проект продюсируют также Райан Кондал и Винс Джерардис. Позже Мартин уточнил, что название сериала пока рабочее и в перспективе может измениться, но шоу точно не будет называться «Повести о Дунке и Эгге» или «Дунк и Эгг» (эти варианты, по мнению Мартина, мало узнаваемы и подходят скорее для ситкома). В мае 2023 года работа над шоу приостановилась из-за забастовки сценаристов. В феврале 2024 года стало известно, что премьера запланирована на конец 2025 года. В апреле 2024 года появились данные о том, что главные роли получили Питер Клэффи и Декстер Сол Анселл. В мае название шоу сократили до «Рыцаря Семи Королевств».
21 мая 2024 года Мартин сообщил в своём блоге о начале создания декораций для съёмок и читки сценария с актёрами.
Первый сезон будет включать шесть эпизодов, он будет снят на основе первой из повестей — «Межевой рыцарь». По мотивам каждой последующей повести будут снимать ещё по одному сезону в случае, если шоу будет иметь успех. При этом Мартин рассказал, что надеется успеть дописать цикл (изначально планировались девять повестей о Дунке и Эгге). Сценарий пилотной серии написал Айра Паркер; известно, что Мартин высоко его оценил. В августе 2024 года появился первый тизер шоу. В январе 2025 года первый сезон показали Мартину, тогда же стало известно о начале работы над вторым сезоном, по повести «Присяжный рыцарь».
Специалисты отмечают, что, судя по литературному первоисточнику, новый сериал будет отличаться от «Игры престолов» меньшим масштабом. При этом события, которые будут в нём показаны, заметно повлияют на последующую судьбу Вестероса.